# Port franc de Stockholm
Le port franc de Stockholm (en suédois : Stockholms frihamn, Frihamnen) est un port situé à Stockholm en Suède,,.

## Description
Stockholms frihamn est un port de la mer Baltique au nord-est de Stockholm qui partie des ports de Stockholm.
La zone nommée « Frihamnen » est délimitée par Lindarängen au sud, le dépôt pétrolier de Loudden et Lilla Värtan à l'est, port de Värta  au nord et Tegeluddsvägen à l'ouest.
Le port de Värta et le port franc de Stockholm à Lilla Värtan sont  les principaux ports de Stockholm.
À Frihamnen, il existe un centre logistique pour le tri des déblais. L'entreprise vise à manipuler et à transporter des matériaux excavés au sein de Norra Djurgårdsstaden et de la ville de Stockholm.
Le tri s'effectue en intérieur afin de réduire les nuisances sonores, poussiéreuses et olfactives. L’objectif est de réduire de moitié les émissions de gaz, la consommation d’énergie pour les transports et, grâce au recyclage, de réduire les coûts d’achat des matériaux.

## Histoire
Le port franc de Stockholm a ouvert à titre provisoire en 1919 et a été agrandi jusque dans les années 1970, lorsque le port à conteneurs a été achevé. Au milieu des années 1990, la fonction de port franc a cessé.
En 1990, le terminal de Tallinn, aujourd'hui le terminal de Frihamn, a ouvert ses portes. Aujourd'hui, le trafic vers Saint-Pétersbourg part de ce port, tandis que le trafic vers Tallinn et Riga part de Värtahamnen.
En 2009, un nouveau terminal de croisière a été inauguré pour les navires de croisière internationaux qui échangent des passagers à Stockholm.
Le 17 décembre 2008, les ports de Stockholm et le plus grand opérateur portuaire au monde Hutchison Whampoa (HP), basé à Hong Kong – ont signé un accord qui donne à HP le droit d'exploiter le port à conteneurs du port franc de Stockholm et des opportunités pour HP de développer de nouvelles opérations de conteneurs de Nynäshamn et  du port de Stockholm Norvik.
L'accord porte sur 25 ans.

## Galerie

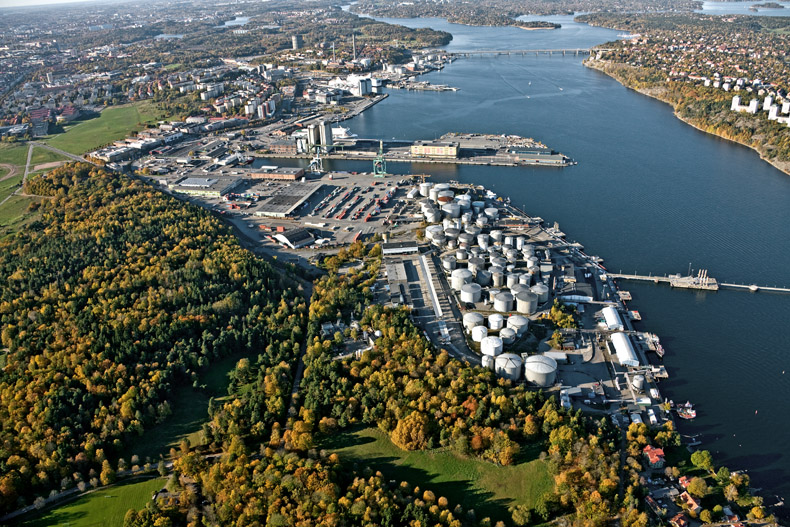
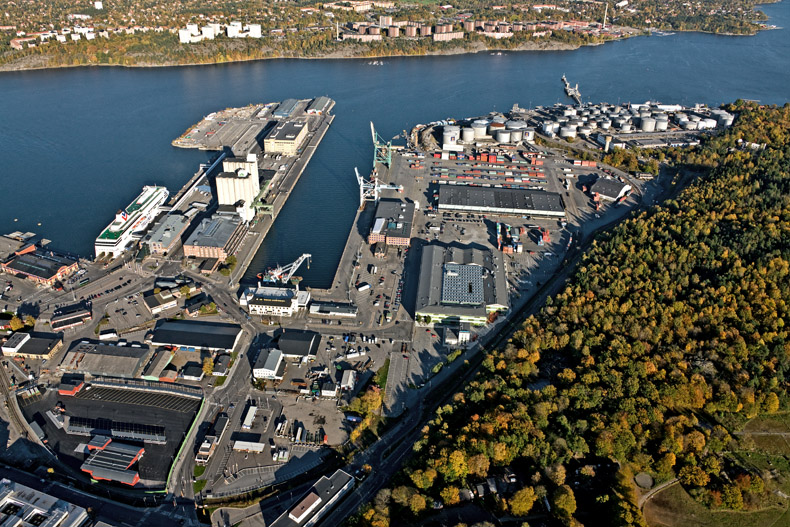
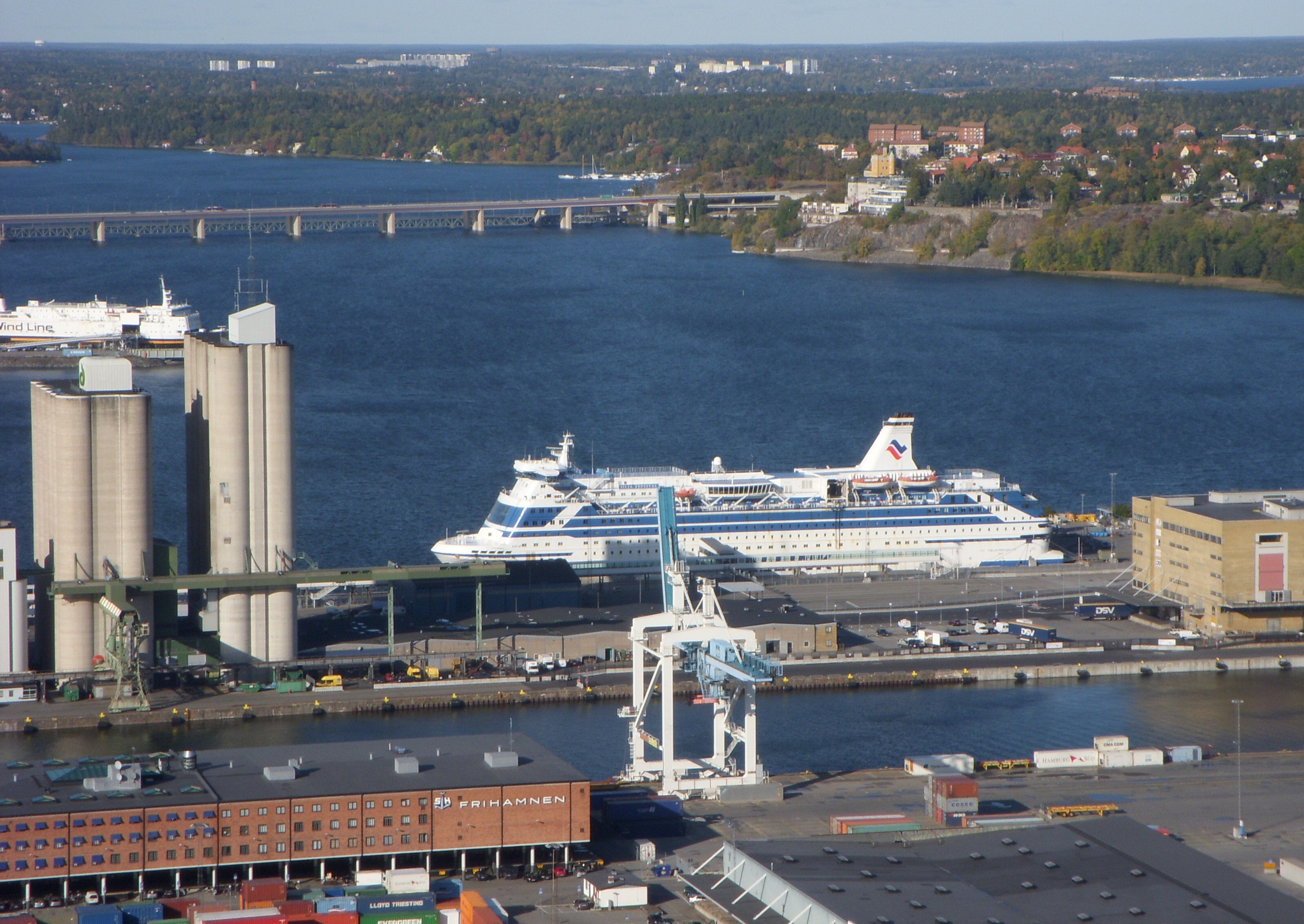

## Quais du port
| Quai     | Longueur | Profondeur | Fonction              | Réf.  |
| -------- | -------- | ---------- | --------------------- | ----- |
| 525:     | 130 m    | 6,0 m      | Rampe roro            | [ 4 ] |
| 620-625: | 412 m    | 7,0-8,2 m  |                       |       |
| 634:     | 380 m    | 8,4-9,8 m  | Rampe roro fixe       | ,     |
| 638:     | 400 m    | 9,8 m      | Terminal de croisière | [ 7 ] |
| 650:     | 70 m     | 8,4-8,9 m  | Rampe roro rapide.    |       |
| 655:     | 380 m    | 8,9-9,8 m  |                       | [ 8 ] |
| Sources: |          |            |                       |       |